# Tobias Reimers
Tobias Reimers (* 1653 in Buxtehude; † 22. Dezember 1716 in Lüneburg) war ein deutscher Jurist und Bürgermeister der Stadt Lüneburg.

## Leben
Tobias Reimers war der Sohn des gleichnamigen Syndicus in Buxtehude, der 1666 Syndicus der bremen-verdischen Ritter- und Landschaft in Stade sowie Richter am Wismarer Tribunal wurde und 1676 mit der Reichsexekution gegen das schwedische Bremen-Verden als Rat in braunschweigische-lüneburger Dienste übertrat. Der Sohn immatrikulierte sich 1671 an der Universität Rostock. und wechselte später an die Universität Frankfurt/Oder und ist dort 1675 und 1678 als Defendent überliefert. Von Frankfurt/Oder wurde er 1679 als Lizentiat der Rechte zum Syndicus in Buxtehude berufen, legte das Amt jedoch schon zum Ende desselben Jahres nieder. Von 1682 bis 1686 war er, wie sein Vater zuvor, Syndicus der bremen-verdischen Ritter- und Landschaft. 1686 ging er als Syndicus nach Lüneburg und verfasste im Folgejahr eine überarbeitete Obergerichtsordnung der Stadt. Als Lüneburger Protosyndicus (Erster Syndicus) war er gleichzeitig herzoglich braunschweigisch-lüneburger Rat und Beisitzer im Obergerichtshof in Celle. Später wurde er Bürgermeister der Stadt Lüneburg und mit Begründung des Oberappellationsgerichts Celle 1711 unter dem ersten Präsidenten Weipart Ludwig von Fabrice dort Oberappellationsgerichtsrat.
Tobias Reimers war dreimal verheiratet, in erster Ehe seit 1679 mit Eva Elisabeth Wolf (1659–1687), der Tochter des Frankfurter Rechtswissenschaftlers Philipp Jacob Wolf (1604–1681), in zweiter Ehe 1687 mit Ursula von Döring (1664–1697), die der patrizischen Lüneburger Sülfmeisterfamilie entstammte, und in dritter Ehe 1698 mit einer geborenen Stöteroggen, ebenfalls aus einem Lüneburger Salzjunkergeschlecht stammend.
Seine Tochter aus erster Ehe Eva Katharina heiratete 1704 in die Lüneburger Ratsfamilie Töbing ein. Der zweiten Ehe entstammt der Sohn Franz Heinrich Reimers (1692–1742), später (patrizischer) Ratsherr Lüneburgs.
Tobias Reimer erwarb in den 1690er Jahren das Gut Groß Timkenberg in Mecklenburg zu Anlagezwecken und wurde so als Erbherr Mitglied der mecklenburgischen Ritterschaft.
Er war schriftstellerisch nicht nur als Rechtswissenschaftler tätig, sondern auch als Genealoge im Bezug auf die patrizischen Lüneburger Familien, in die er durch seine beiden letzten Heiraten und die Verheiratung seiner Tochter aufgestiegen war, und die Geschichte der Lüneburger Saline. Er förderte insbesondere den Lüneburger Genealogen und späteren Lüneburger Bibliothekar Johann Heinrich Büttner († 1745) und dessen Werk über die Adelichen Lüneburger Patricien-Geschlechter (1704). Reimers veröffentlichte auch unter dem Pseudonym Heinrich Samuel Macrinus.

## Schriften
- Der Ursprung, Güthe und Gerechtigkeiten der edlen Sültzen zu Lüneburg: mit einem gründlichen Abriß der Sültzen, Lippern, Lüneburg 1710 (Digitalisat)